# Jože Baznik
Jože Baznik, né le 24 mai 1993 à Brežice,, est un joueur slovène de handball évoluant au poste de gardien de but au Pays d'Aix Université Club handball.

## Biographie
Jože Baznik débute au haut niveau avec le MRK Krka avant de rejoindre en 2015 le RK Gorenje Velenje, l'un des meilleurs clubs slovène avec le RK Celje. Il termine deux fois vice-champion de Slovénie et joue ses premiers matchs de Coupe d'Europe.
En 2017, il s'engage avec le club français du Pays d'Aix Université Club handball. En manque de temps de jeu derrière l'international français Wesley Pardin, il rejoint en janvier 2020 l'USAM Nîmes Gard qui doit faire face à la blessure de son gardien Téodor Paul,.
De retour en Starligue, Cesson Rennes Métropole Handball recrute Baznik à l'été 2020 pour former une paire slovène avec son compatriote Rok Zaponsek et succéder à Robin Cantegrel parti au RK Vardar Skopje,,,.
En 2022, il participe avec la Slovénie au championnat d'Europe mais les Slovènes ne parviennent pas à passer le tour préliminaire et termine donc seulement à la 16e place.